# António Tanger Corrêa
António Manuel Moreira Tânger Corrêa (ur. 24 kwietnia 1952 w Lizbonie) – portugalski dyplomata i polityk, wielokrotny ambasador, olimpijczyk, wiceprzewodniczący partii Chega, poseł do Parlamentu Europejskiego X kadencji.

## Życiorys
Ukończył studia prawnicze na Uniwersytecie Lizbońskim. Był związany z Centrum Demokratycznym i Społecznym, pełnił funkcję sekretarza generalnego jego młodzieżówki. Był bliskim współpracownikiem lidera partii Dioga Freitasa do Amarala, gdy ten na początku lat 80. kierował ministerstwem spraw zagranicznych. W drugiej połowie lat 70. krótko pracował jako nauczyciel akademicki na macierzystej uczelni. Od 1978 do 2018 pozostawał zawodowo związany z dyplomacją. Był m.in. drugim sekretarzem ambasady w ChRL (1981–1984) i USA (1986–1989), konsulem generalnym w Toronto (1984–1986) oraz dyrektorem ds. służby konsularnej w ministerstwie (1991–1993).
Uprawiał żeglarstwo; w 1992 wystartował na Letnich Igrzyskach Olimpijskich w Barcelonie w klasie Soling, zajmując 21. miejsce.
Pełnił później funkcje konsula generalnego w Goa (1993–1996) i Rio de Janeiro (2003–2005) oraz kierownika tymczasowej portugalskiej misji dyplomatycznej w Bośni i Hercegowinie (1996–1998). Zajmował stanowisko ambasadora w Serbii (1998–2000), Izraelu (2001–2003), Litwie (2005–2008), Egipcie (2012–2015) i Katarze (2015–2018).
W 2020 został wiceprzewodniczącym prawicowego ugrupowania Chega. W wyborach w 2024 z jego listy uzyskał mandat posła do Europarlamentu X kadencji.